# Uta Kummer
Uta Kummer (* 17. Juni 1966 in Halle (Saale)) ist eine deutsche Politikerin (SPD) und war Abgeordnete der Bremischen Bürgerschaft.

## Biografie

### Ausbildung und Beruf
Kummer besuchte nach Abschluss der allgemeinbildenden Polytechnischen Oberschule in Halle-Dölau in den Jahren 1983 bis 1986 die Berufsausbildung zur Baufacharbeiterin mit Abitur beim Bau- und Montagekombinat Chemie in Halle. Von 1986 bis 1990 studierte sie an der Technischen Hochschule Wismar Ingenieurbau. In den Jahren 1990 bis 1995 und von 1996 bis 2004 war sie als Statikerin in einem Ingenieurbüro tätig. Neben dem Beruf studierte sie von 1992 bis 1996 Stadt- und Regionalplanung an der Universität Oldenburg. Seit 2005 ist sie freiberuflich in ihrem eigenen Ingenieurbüro tätig.
Sie ist Mitglied im Deutschen Ingenieurinnenbund e. V. und der IG Bauen – Agrar – Umwelt.

### Politik
Kummer ist seit dem Jahr 1990 Mitglied der SPD. Sie hatte unterschiedliche Positionen innerhalb des Ortsvereins Peterswerder/Steintor inne. In den Jahren 1994 bis 1999 war sie als sachkundige Bürgerin für die SPD-Fraktion im Fachausschuss Bau im Beirat beim Ortsamt Mitte/Östliche Vorstadt tätig. Seit 2004 ist sie außerdem im Vorstand des Unterbezirks Bremen-Stadt und seit 2012 Vorsitzende des Unterbezirks.
Von 1999 bis 2011 war sie Mitglied der Bremischen Bürgerschaft, seit 2005 als baupolitische Sprecherin der SPD-Fraktion. In der Bürgerschaft war sie in den Ausschüssen für Krankenhäuser, für Bürgerbeteiligung und Beiratsangelegenheiten, für Sondervermögen/Infrastruktur, für die Umsetzung der Föderalismusreform II im Land Bremen, im Haushalts- und Finanzausschuss, im Rechnungsprüfungsausschuss und im Betriebsausschuss Performa Nord vertreten.